# Storer-Riff
Das Storer-Riff ist ein vereinzeltes Felsenriff 2,5 km südlich der Südküste Südgeorgiens. Es liegt 3 km südöstlich des Aspasia Point.
Der South Georgia Survey nahm zwischen 1951 und 1952 Vermessungen vor. Das UK Antarctic Place-Names Committee benannte es 1955 Kapitän Nathaniel Storer (1762–1811) aus New Haven, der im Jahr 1801 an der Küste Patagoniens einen kleinen Schoner erbaut hatte, damit nach Südgeorgien gesegelt war und dort in zwei Jagdsaisons insgesamt rund 45.000 Robbenfälle erbeutet hatte.